# Fries Scheepvaart Museum

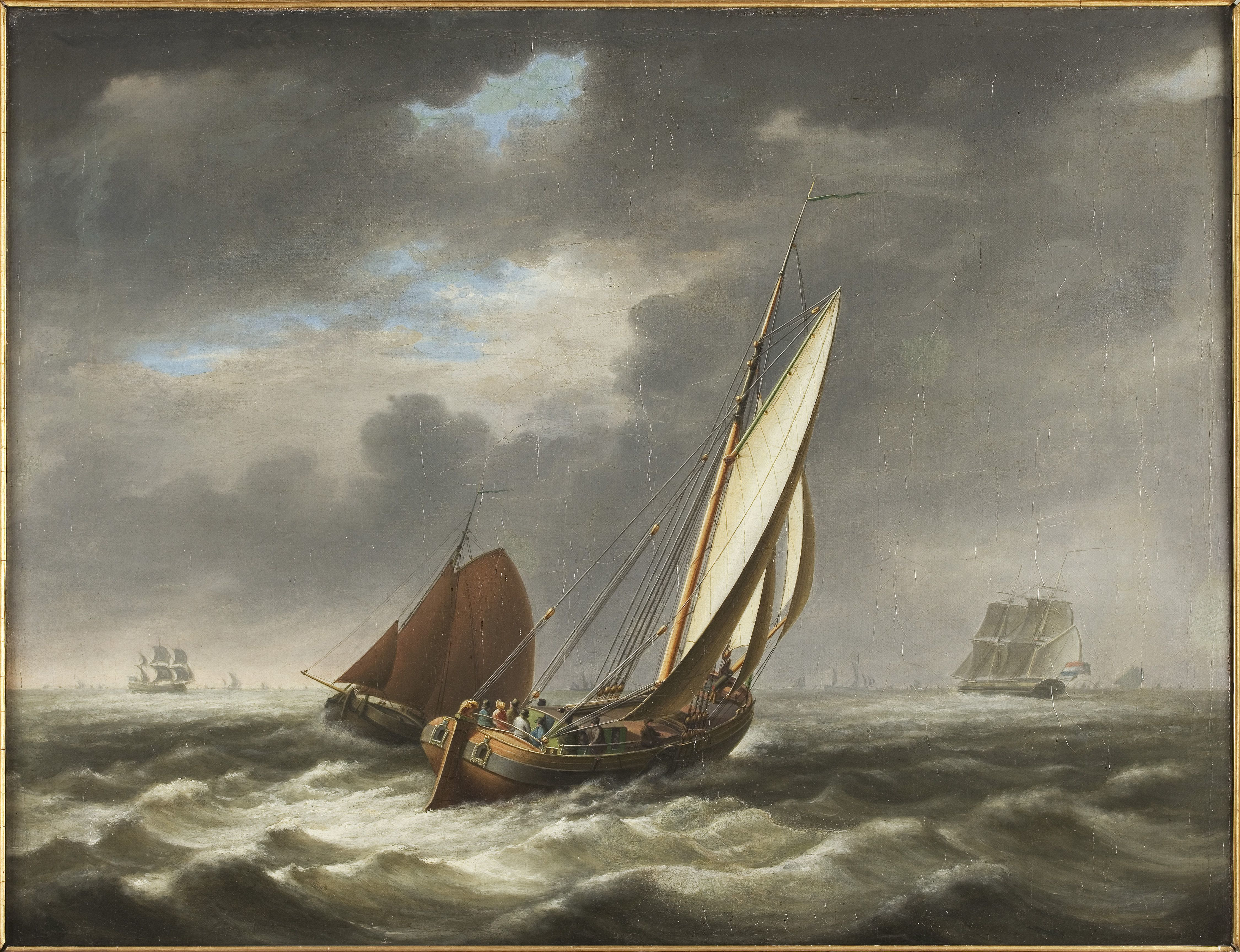
Zeegezicht van Dirk Piebes Sjollema uit de eerste helft van de negentiende eeuw, met de "Lemster beurtman" op de Zuiderzee

Het Fries Scheepvaart Museum is een museum in Sneek over de scheepvaart in de provincie Friesland en over de geschiedenis van Sneek. Het museum beschikt ook over een museumbibliotheek.

## Geschiedenis van het museum
De Vereeniging Het Friesch Scheepvaart Museum is op 18 mei 1938 opgericht. Lucas Poppinga, burgemeester van de stad Sneek, was van mening dat de stad een slechtweervoorziening nodig had. Vanaf 1925 groeide het watersporttoerisme in Friesland en Sneek vervulde daarin een centrumfunctie. Of er behoefte was aan een museum werd gepeild met een tentoonstelling tijdens de Sneekweek van 1938. In één maand tijd kwamen er 3.600 bezoekers naar deze tijdelijke tentoonstelling over de Friese scheepvaart. Het succes was groter dan verwacht en daarom nam het museumbestuur het besluit een permanent museum in te richten in het Weeshuis aan de Kruizebroederstraat. Tijdens de Tweede Wereldoorlog werd het museumgebouw gevorderd door de Duitse bezetter die er de Ortskommandatur vestigde. De collectie verhuisde naar de zolders. Na de oorlog werd in het gebouw een school gevestigd. Herre Halbertsma, zorgde ervoor dat de collectie terechtkwam in het huis van zijn oudtante Jeltje ten Cate-Halbertsma, aan het Kleinzand nummer 12.
Halbertsma trad aan als onbezoldigd conservator van het museum, en A.M. Sustring werd voorzitter van het bestuur. Samen gaven ze tot 1976 leiding aan het museum. In 1976 werd het Fries Scheepvaart Museum geprofessionaliseerd. De exploitatie kwam in handen van de Stichting Fries Scheepvaart Museum, en de Vereniging Fries Scheepvaart Museum fungeerde voortaan als vriendenclub. Sytse ten Hoeve werd benoemd tot directeur. In 2005 werd hij opgevolgd door Meindert Seffinga. In de loop der jaren is het museum gegroeid. Nu is het museum gevestigd in vijf monumentale herenhuizen aan het Kleinzand, die met galerijen zijn verbonden aan de voormalige Thomas van Aquinoschool aan de Hooiblokstraat van Nicolaas Molenaar sr.
In 2009 en 2010 is het complex verbouwd. Het niet-monumentale pand aan het Kleinzand 16 werd afgebroken en er werd een nieuwe ingang gebouwd, ontworpen door Marten Atsma. Het museum werd beter toegankelijk gemaakt voor rolstoelgebruikers, onder andere door het aanbrengen van een lift. Voor de verbouwing, die 2,6 miljoen euro kostte, bracht de Vereniging Fries Scheepvaart Museum 800 duizend euro bijeen.

## Afdelingen
Het Fries Scheepvaart Museum kent twee hoofdafdelingen. In de afdeling Scheepvaart wordt de geschiedenis van de Friese scheepvaart verteld aan de hand van scheepsmodellen, schilderijen en scheepsonderdelen. In de afdeling Sneek komt de historie van de stad Sneek en de Friese Zuidwesthoek aan bod. Sneek is altijd op het water georiënteerd geweest, en een scherpe scheiding tussen de beide afdelingen is er daarom niet.

## Collecties
In de collectie Friese Admiraliteit staat een groot kanon, dat afkomstig is van een Fries oorlogsschip. Tot 1795 had Friesland een eigen afdeling van de Admiraliteit (zeemacht). Friesland had geen kamer bij de Vereenigde Oostindische Compagnie, maar duizenden Friezen hebben op VOC-schepen gevaren.
De meeste Friese zeevaart valt in de categorie kustvaart. Met kofschepen en smakschepen voeren Friese schippers naar de Scandinavische landen, naar de landen aan de Oostzee, naar Frankrijk en Spanje. Reders en zeehandelaren maakten met de kustvaart in de 17e en 18e eeuw grote winsten.
De beurtvaartcollectie toont de binnenvaart. Het vaarwegennet van Friesland was wijdvertakt. Met een skûtsje was het mogelijk om bijna alle Friese dorpen per schip te bereiken. Landwegen waren er veel minder. In de skûtsjezaal wordt de geschiedenis van de Friese binnenvaart belicht. Friese schippers woonden en werkten met hun gezin aan boord van hun schip. De reconstructie van een roef laat zien dat men zeer klein behuisd was. Beurtschepen en trekschuiten onderhielden de vervoersdiensten tussen de verschillende steden en dorpen. Beurtmannen met wat grotere schepen voeren over de Zuiderzee. Aan de hand van scheepsmodellen en schilderijen wordt dit scheepvaartverleden getoond.
Schepen waren vaak rijk versierd. In het museum is een grote collectie scheepssier te zien: roerklikken, hakkeborden, roerkoppen et cetera. Bijzonder was de palinghandel. Vanuit Heeg, Gaastmeer en Workum werd op grote schaal paling geëxporteerd naar Londen. Met palingaken werd de paling vervoerd.
De Friese waterwegen worden nu vooral gebruikt door watersporters. Daarom is er in het museum ook een grote collectie zeil- en motorjachten te zien: boeiers, tjotters, BM-ers, Regenbogen, maar ook modernere klassen als de Flits.
In de ijszaal is te zien hoe 's winters de waterwegen veranderden in snelwegen voor schaatsers. Veel sneller dan met een schip kon men op schaatsen grote afstanden afleggen. Verschillende schaatsen zijn er te zien, maar ook prijzen van beroemde Friese schaatsers. De prijzen van de Elfstedentocht zijn er bijvoorbeeld geëxposeerd.
Dat de scheepvaart en rederij veel geld kon opleveren is af te lezen aan de stijlkamers. In de monumentale herenhuizen aan het Kleinzand is een aantal stijlkamers ingericht. Opvallend is dat de rococo lange tijd zeer populair was in de Friese Zuidwesthoek. Dat is ook te zien in de zilverzaal. De producten van de Sneker zilversmeden, onder andere van Scholte Jansen, zijn druk bewerkt met drijf- en graveerwerk.
De Waterpoort is hét beeldmerk van Sneek. De Waterpoort is afgebeeld op talloze schilderijen en ook op souvenirs. Een mooie collectie daarvan is te zien in de stijlkamers. In de Ypecolsgakamer zijn behangsels uit een boerderij uit Woudsend te zien. Op een van de schilderingen is een scheepswerf in bedrijf te zien. Op de bovenste verdiepingen is de grote collectie zeemanssouvenirs te zien. Friese zeelieden kwamen overal en namen voor het thuisfront souvenirs mee: houten nappen uit Riga, Archangelse kistjes, aardewerk uit Engeland, maar ook exotische souvenirs, zoals een scheepje dat gemaakt is van kruidnagelen.

## Trivia
- Het Fries Scheepvaart Museum wordt als eerste der stichters in de statuten van de Stichting Stamboek Ronde en Platbodemjachten vermeld.[2]

## Fotogalerij

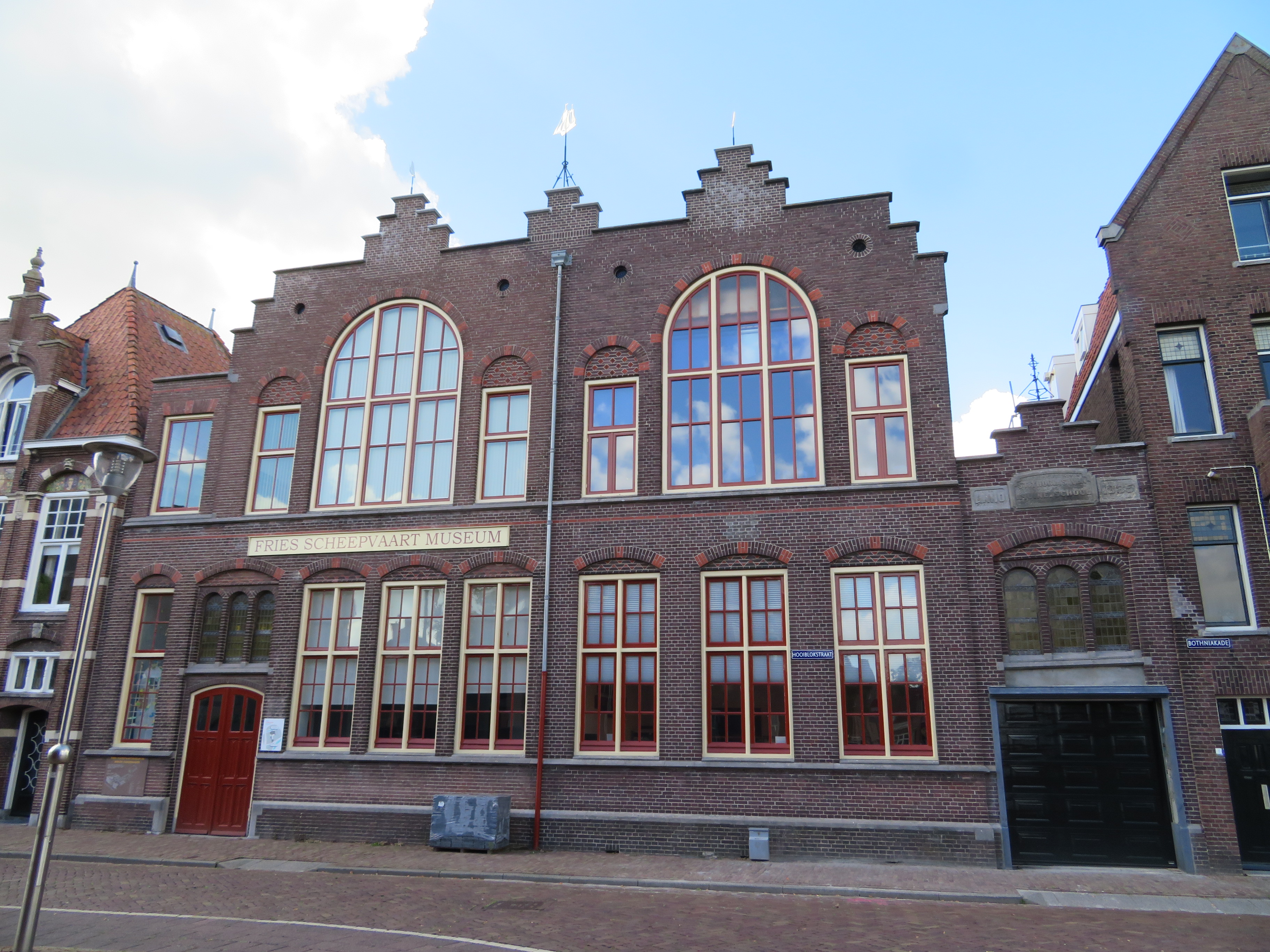
Achterzijde van het museum aan de Hooiblokstraat.
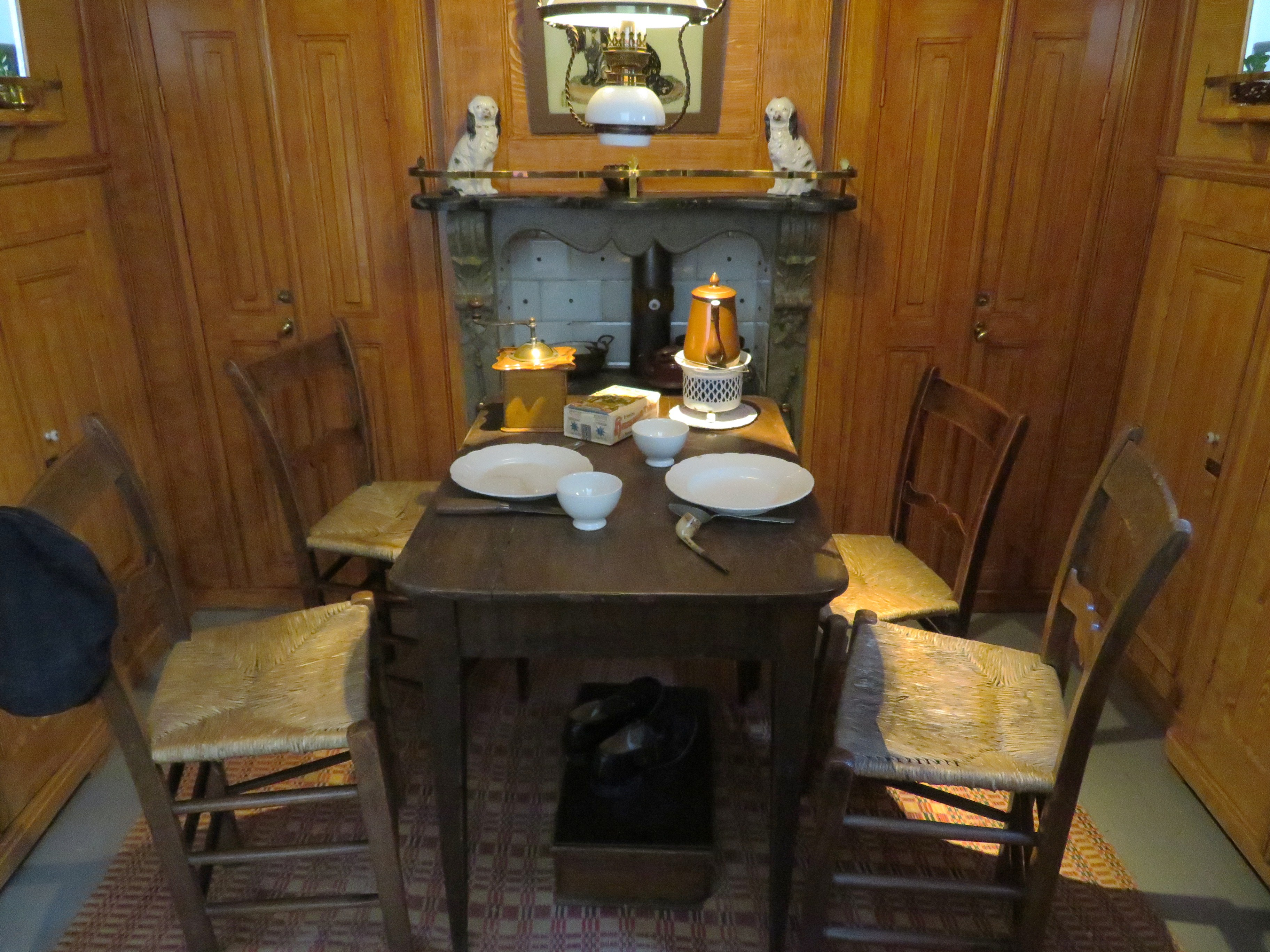
Interieur van een binnenvaartschip
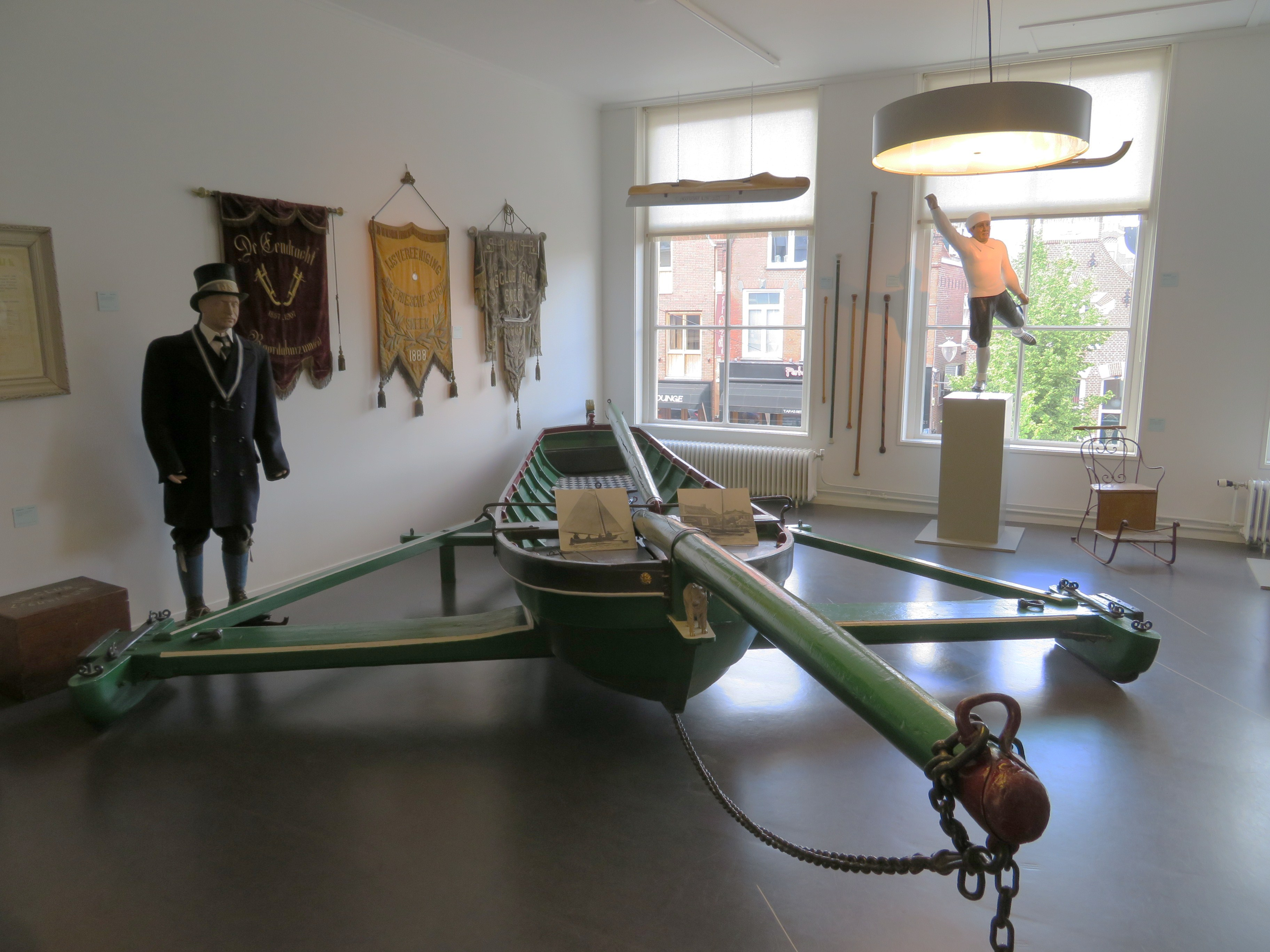
IJszeiler IJsbeer
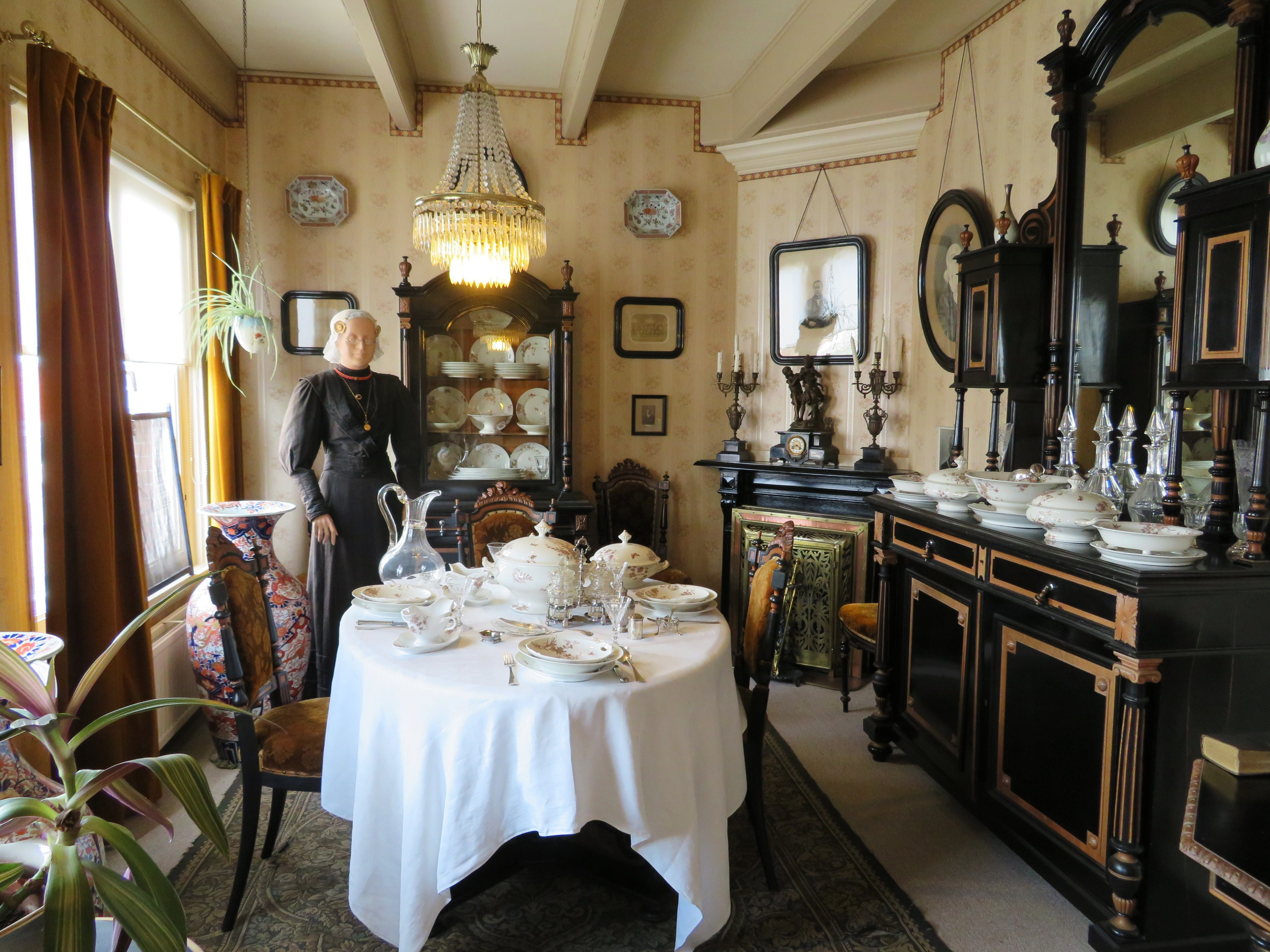
Toonkamer
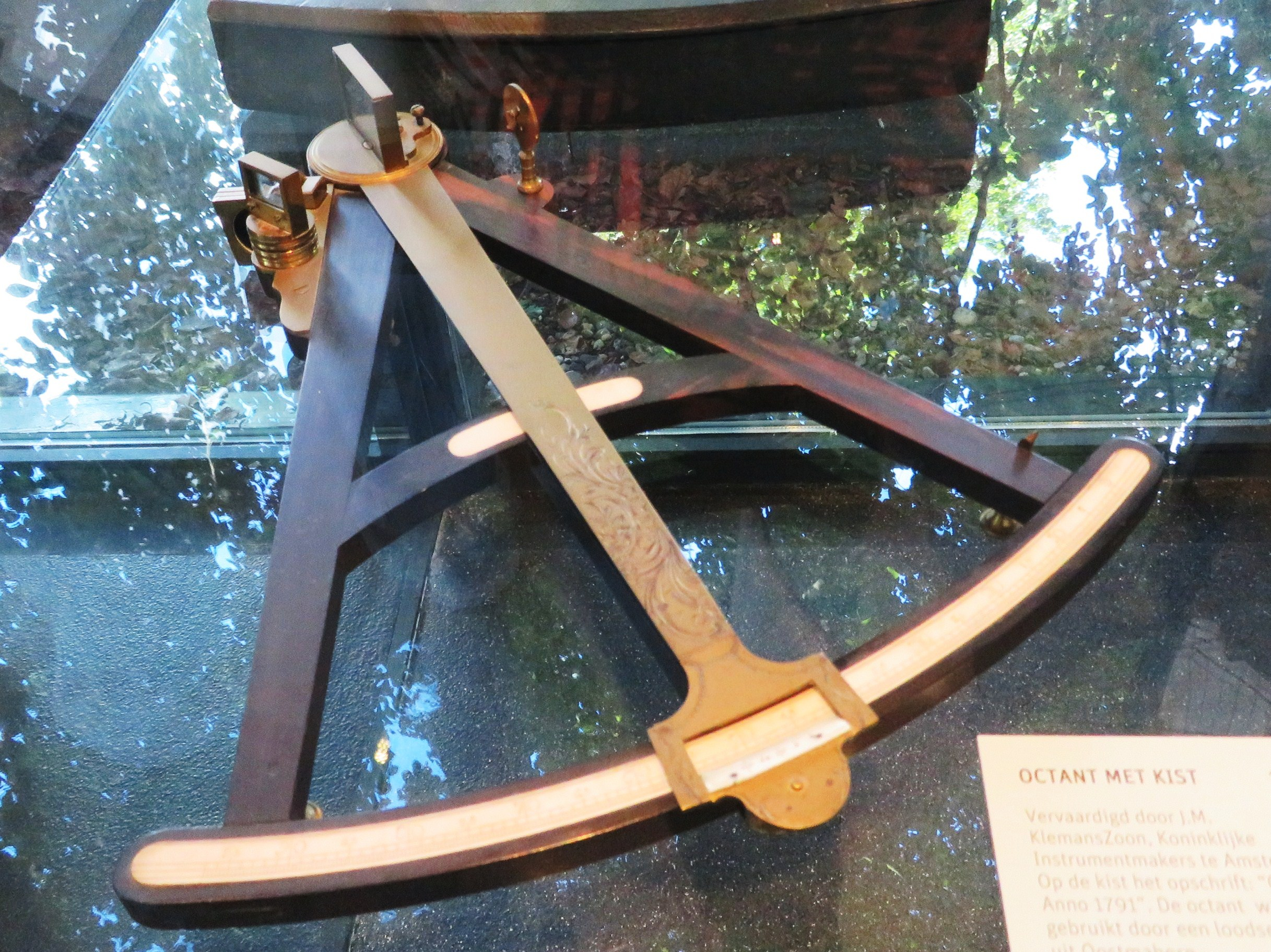
Octant
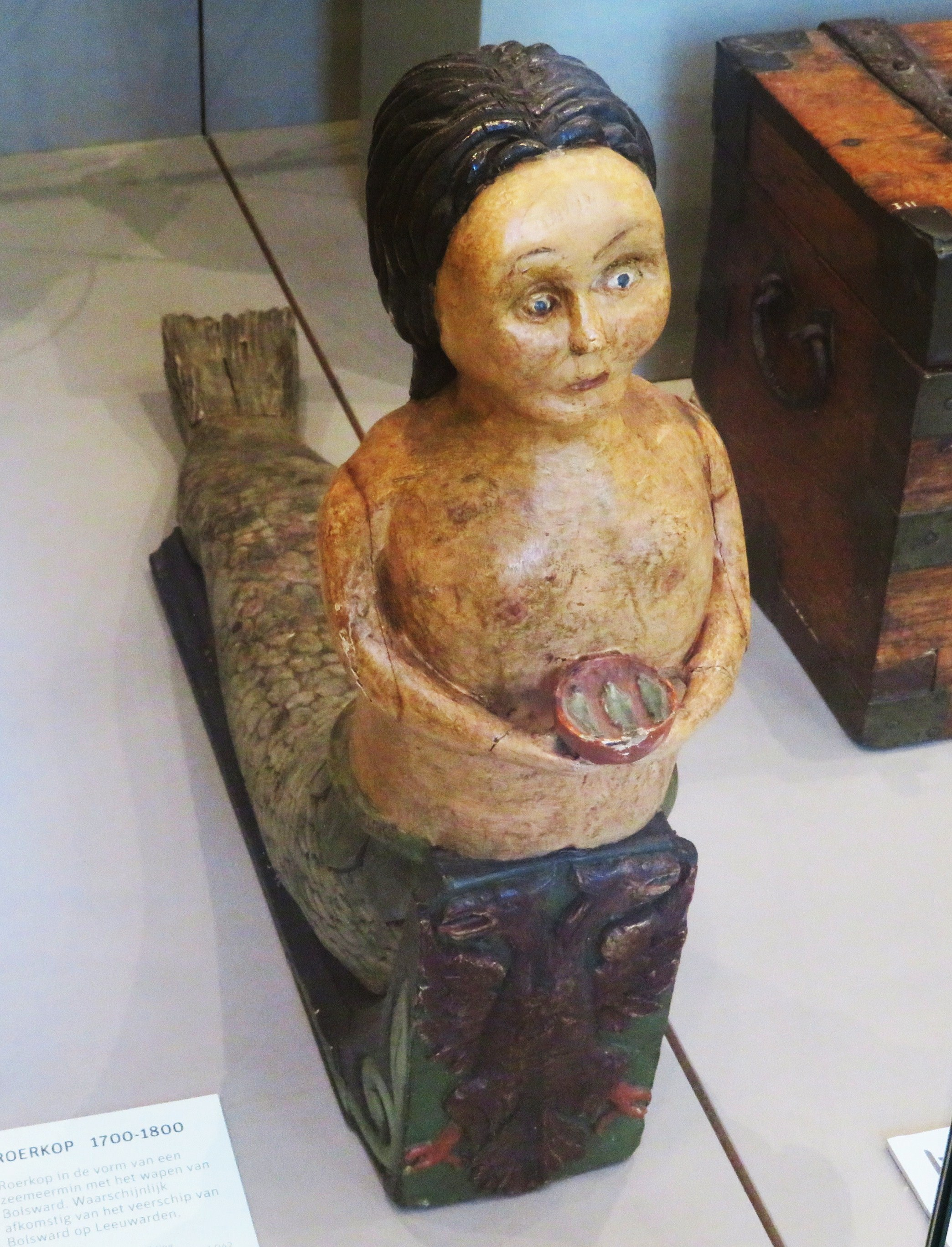
Roerkop